# Robert Keßler (Musiker)

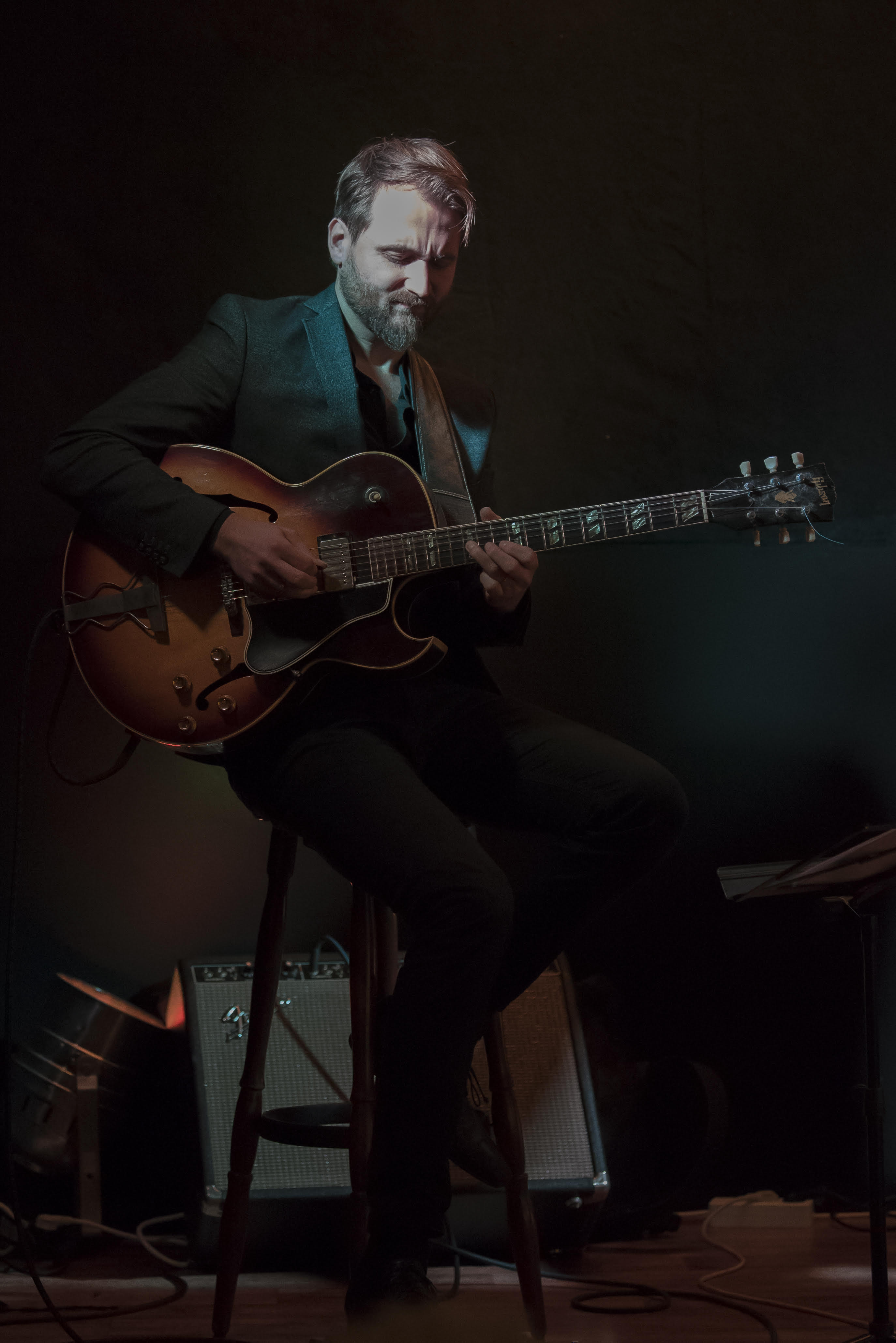
Robert Keßler beim River Swing Festival Bützer Brandenburg (2018)

Robert Keßler (* 14. April 1984 in Jena) ist ein deutscher Jazzgitarrist, Komponist und Bandleader.

## Leben
Er wuchs in Berlin auf und erhielt ab dem elften Lebensjahr klassischen Gitarrenunterricht. Mit fünfzehn Jahren wechselte er zur Jazzgitarre und lernte bei Frank Möbus, Dirk Homuth und Gerd Miegel. Nach dem Abitur studierte an der Hochschule für Musik Hanns Eisler Berlin und am Jazz-Institut Berlin bei Manfred Dierkes, Kurt Rosenwinkel und Jiggs Whigham.
Anschließend widmet er sich überwiegend dem Modern Jazz und Post-Bop, gründet die Robert Keßler Group, zunächst unter dem Namen Go • Ya, und veröffentlichte 2008 sein Debütalbum „Jasmin.“ In den folgenden Jahren öffnete er sich zusehends dem Blues, RnB und Country wie auch Musikkulturen Lateinamerikas, Spaniens, der Arabischen Welt und Osteuropas und nahm mit seiner Band Klezmeyers die Platten „Emilias Lächeln“ und „Moravica“ auf und ging mit ihnen auf Europatour.
2021 veröffentlicht er bei GLM Music die Modern Jazz Trioproduktion „Bloodline“ mit Bassist Andreas Henze und Drummer Tobias Backhaus.
Als Sideman war er an Produktionen des Berliner Theaters des Westens und des Theaters am Potsdamer Platz beteiligt, spielte Soundtracks ein und arbeitete mit Künstlern wie Jocelyn B. Smith, Elen Wendt, Lily Dahab, New York Voices, Udo Lindenberg, Felix Jaehn sowie Herbert Grönemeyer.
Keßler war Dozent für Gitarre an der Hochschule für Musik Hanns Eisler Berlin von 2012 bis 2021. und am Jazz-Institut Berlin von 2014 bis 2016. Seit 2017 ist er Professor für Gitarre und Ensemble an der SRH University Berlin, School of Popular Arts (ehemals Hochschule der Populären Künste) und leitet dort die Studiengänge Musikproduktion und Popularmusik.

## Rezension
Die Zeitschrift Gitarre & Bass in der Ausgabe 07/09 bezeichnet Keßler als „hervorragenden Instrumentalisten!“. Andreas Polte vom Musikportal Archtop Germany schrieb im Dezember 2008 über sein Debütalbum es sei „Vielversprechend und sehr hörenswert, seine Soli sind hervorragende Kleinode“. Alexander Schmitz findet bezugnehmend auf das Erstlingswerk „Jasmin“ „Keßlers Debüt ist ein Paukenschlag“. Der Musikjournalist Wolf Kampmann schreibt über Keßler: „Ein unaufdringlicher Meister der Psychoakustik und ein begnadeter Geschichtenerzähler“ (Januar 2021). In der Jazz thing Nr. 137 Feb/März 2021 schreibt Ebendieser: „Seine wichtigsten Werkzeuge sind Gewissenhaftigkeit, Selbstehrlichkeit und eine sehr genaue Beobachtungsgabe. Jedem einzelnem Ton bringt er den größtmöglichen Respekt und viel Demut entgegen“. In der Longplay Polen von Februar 2021 formuliert der Musikkritiker Robert Ratajzak „Die Ballade 'Theo' ist ein wahrhaftig instrumentales Meisterwerk“ (aus dem Englischen übersetzt). Im Jazzpodium in der Ausgabe 02/2009 schreibt der Musikkritiker Alexander Schmitz über die Band Robert Keßlers Goya: "„Diese Band ist ein dampfendes Labor, das die Arbeitshitze unweigerlich in Bauch und Bewusstsein des Hörers drückt. Robert ist ein Gitarrist, mit meist schönstem Mainstream-Ton, dem lineares und akkordisches Spiel gleichermaßen ins Blut gewachsen ist“.

## Diskografische Hinweise
- Robert Keßler Trio feat. Andreas Henze & Tobias Backhaus: Bloodline (GLM Records / Edition Collage 2021)
- Klezmeyers: Moravica (GLM Records 2017)
- Klezmeyers: Emilias Lächeln (GLM Records 2015)
- Robert Keßlers Go • Ya Jasmin (YVP Records 2008)

### Als Sideman
- Felix Jaehn & Alex Aiono Hot2Touch Island Records (2017)
- Felix Jaehn & Herbert Grönemeyer: Jeder für Jeden Island Records (2016)
- Peter Schindler & Band: Alle Lieder sind schon da Helbling Verlag 2016
- Elen Wendt Elen (2015) –
- Mario Lauer Der Geruch von Erde Soundtrack (2014)
- Son Madol Sly Ranja Loca Octason Records (2009)